# FtsK

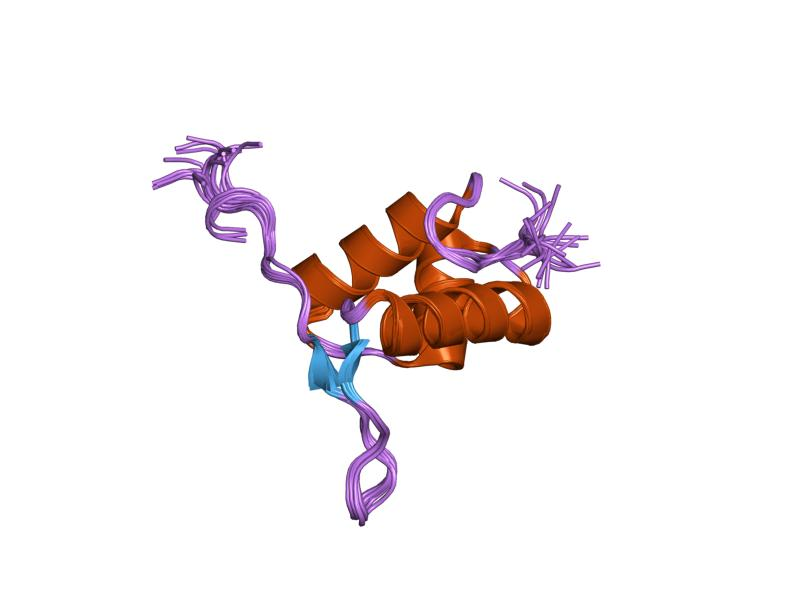
Représentation en dessin de la structure moléculaire d'une protéine enregistrée avec le code 2j5o

FtsK (Filamenting temperature-sensitive mutant K) est une translocase et une protéine du divisome d’Escherichia coli.

## Rôle
Elle intervient à la fin de la réplication de l'ADN et est localisée au niveau du septum par une interaction avec FtsZ par l’intermédiaire des domaines N-terminaux des protéines, localisés dans la membrane. In vivo, FtsK rend possible la résolution d’un dimère de chromosomes qui peut se former lors de la réplication de l’ADN (par des phénomènes de réparation appelés crossovers). Son rôle est alors de pomper l’ADN afin de trouver les 2 sites dif (un par chromosome) où va avoir lieu un dernier événement de recombinaison homologue ; c’est un événement de recombinaison site-spécifique, qui implique la présence des tyrosine recombinases XerC et XerD fixées sur les sites dif. Lorsque ceux-ci sont alignés au niveau du septum par FtsK, une interaction entre FtsK et XerD active la recombinaison, un brin d’ADN est échangé et les deux chromosomes peuvent alors être séparés et ségrégués dans chacune des deux cellules filles. 

## Description
La structure primaire de FtsK (1329 acides aminés) peut être divisée en trois parties :
- un domaine N-terminal, ancré dans la membrane par 4 hélices transmembranaires et interagissant avec certaines autres protéines du divisome pour assurer leur localisation ;
- un domaine « linker », très long (environ 600 acides aminés), riche en prolines et glutamines, dont la fonction n’est pas encore connue ;
- un domaine C-terminal qui a pour propriété de « s’hexamériser » avec d’autres domaines C-terminaux, formant ainsi un anneau autour de l’ADN. Ce domaine est le domaine moteur de la protéine, consommateur d’ATP, et qui permet à l’ADN d’être pompé à une vitesse d’environ 5 000 pb/s. Il classe ainsi FtsK dans la famille des AAA+ ATPases[2]. Ce domaine peut lui-même être divisé en trois sous-domaines α, β, et γ : 
  - α et β forment le moteur proprement dit, possédant le site de liaison et d’hydrolyse de l’ATP. Le sous-domaine α est supposé effectuer un mouvement de levier après hydrolyse de l’ATP qui permettrait à l’ADN d’être « transloqué »[3].
  - Le sous-domaine γ a quant à lui une activité de régulation de l’activité du moteur. Il est en effet capable d’interagir avec de courtes séquences d’ADN[4], qui sont orientées le long du chromosome pour pointer vers les sites dif. L’« hexamérisation » autour de ces séquences permet l’orientation de la translocation de FtsK vers les sites dif. Lorsque ceux-ci sont atteints, c’est à nouveau une interaction entre les sous-domaines γ et XerD qui va permettre l’activation de la recombinaison site-spécifique[5].